# Roger Matton
Roger Matton (født 18. maj 1929 i Québec, Canada, død 7. juni 2004) var en canadisk komponist, etnolog, musikolog, pianist og lærer.
Matton studerede kompostion, musikteori og klaver på Musikkonservatoriet i Québec hos bl.a. Claude Champagne og Isabelle Delorme. Herefter studerede han komposition videre i Paris hos Nadia Boulanger og Olivier Messiaen. Han har skrevet orkesterværker, koncert musik, korværker etc. Matton var meget optaget af folklore musikken fra Canada, og studerede også senere etnologi på National Museum of Canada hos Marius Barbeau. Han underviste på Université Laval i etnologi og musik, og var tilknyttet CBC (Canadian Broadcasting Corporation) som komponist for både radio og tv. Mattons mest anderkendte værk er nok Mouvement symphonique II for Symfoniorkester. Han vandt flere priser bl.a. Prix de la création (1965) på Congrès du spectacle.

## Udvalgte værker
- Symfoniske satser II (1962) - for orkester
- Koncert - (1964) - for to klaverer og orkester